# Anomala flagellata
Anomala flagellata är en skalbaggsart som beskrevs av Sharp 1881. Anomala flagellata ingår i släktet Anomala och familjen Rutelidae. Inga underarter finns listade i Catalogue of Life.